# Trimble (Misuri)
Trimble es una ciudad ubicada en el condado de Clinton en el estado estadounidense de Misuri. En el Censo de 2010 tenía una población de 646 habitantes y una densidad poblacional de 500,85 personas por km².

## Geografía
Trimble se encuentra ubicada en las coordenadas 39°28′35″N 94°33′40″O / 39.47639, -94.56111. Según la Oficina del Censo de los Estados Unidos, Trimble tiene una superficie total de 1.29 km², de la cual 1.29 km² corresponden a tierra firme y (0%) 0 km² es agua.

## Demografía
Según el censo de 2010, había 646 personas residiendo en Trimble. La densidad de población era de 500,85 hab./km². De los 646 habitantes, Trimble estaba compuesto por el 97.68% blancos, el 0.62% eran afroamericanos, el 0% eran amerindios, el 0% eran asiáticos, el 0% eran isleños del Pacífico, el 0.31% eran de otras razas y el 1.39% pertenecían a dos o más razas. Del total de la población el 0.93% eran hispanos o latinos de cualquier raza.